# Gobrechtsham
Gobrechtsham ist ein Dorf im Innviertel in Oberösterreich. Es ist auch Ortschaft und Katastralgemeinde der Gemeinde Neuhofen im Innkreis im Bezirk Ried im Innkreis. In der Ortschaft leben 218 Einwohner.(Stand: 1. Jänner 2024)

## Geographie
Gobrechtsham liegt etwa 3 km südwestlich von Ried im Innkreis auf 464 m Höhe im Innviertel. Zur Ortschaft gehört auch Jagawirt. Die Katastralgemeinde, eine der beiden von Neuhofen, umfasst das ganze Gebiet südwestlich von Ried, mit Langstraß an der Stadtgrenze, dem Dorf Gobrechtsham, sowie Rödt, Ponneredt, Hauping, Bergetsedt und Hörzing.

## Geschichte
Um 550 nach Christus wird das Gebiet erstmals durch die Bajuwaren und in weiterer Folge von den Franken besiedelt. Erste Hinweise auf den heutigen Namen datieren zurück ins Jahr 1140. Im Übergabsbuch des Stiftes Reichersberg findet sich zu dieser Zeit ein Vermerk über „Tagen de Gotprethesheim“. Seit Gründung des Herzogtums Bayern war der Ort bis 1780 bayrisch und kam nach dem Frieden von Teschen mit dem Innviertel (damals Innbaiern) zu Österreich. Während der Napoleonischen Kriege wieder kurz französisch-bayrisch, gehört es seit 1814 endgültig zu Österreich ob der Enns. Nach dem Anschluss Österreichs an das Deutsche Reich am 13. März 1938 gehörte der Ort zum Gau Oberdonau. Nach 1945 erfolgte die Wiederherstellung Oberösterreichs.

### Einwohnerentwicklung
| Jahr | Einwohner |
| ---- | --------- |
| 1981 | 216       |
| 1991 | 217       |
| 2001 | 220       |